# آژاکسیو
آژاکسیو (به فرانسوی: Ajaccio) یا آیاتچو (به کرسی: Aiacciu) شهری در جزیره کرس، در فرانسه، است. این شهر مرکز ناحیۀ کرس و همچنین مرکز شهرستان (یا دپارتمان) کرس جنوبی است. آژاکسیو زادگاه ناپلئون بناپارت است.

## نگارخانه

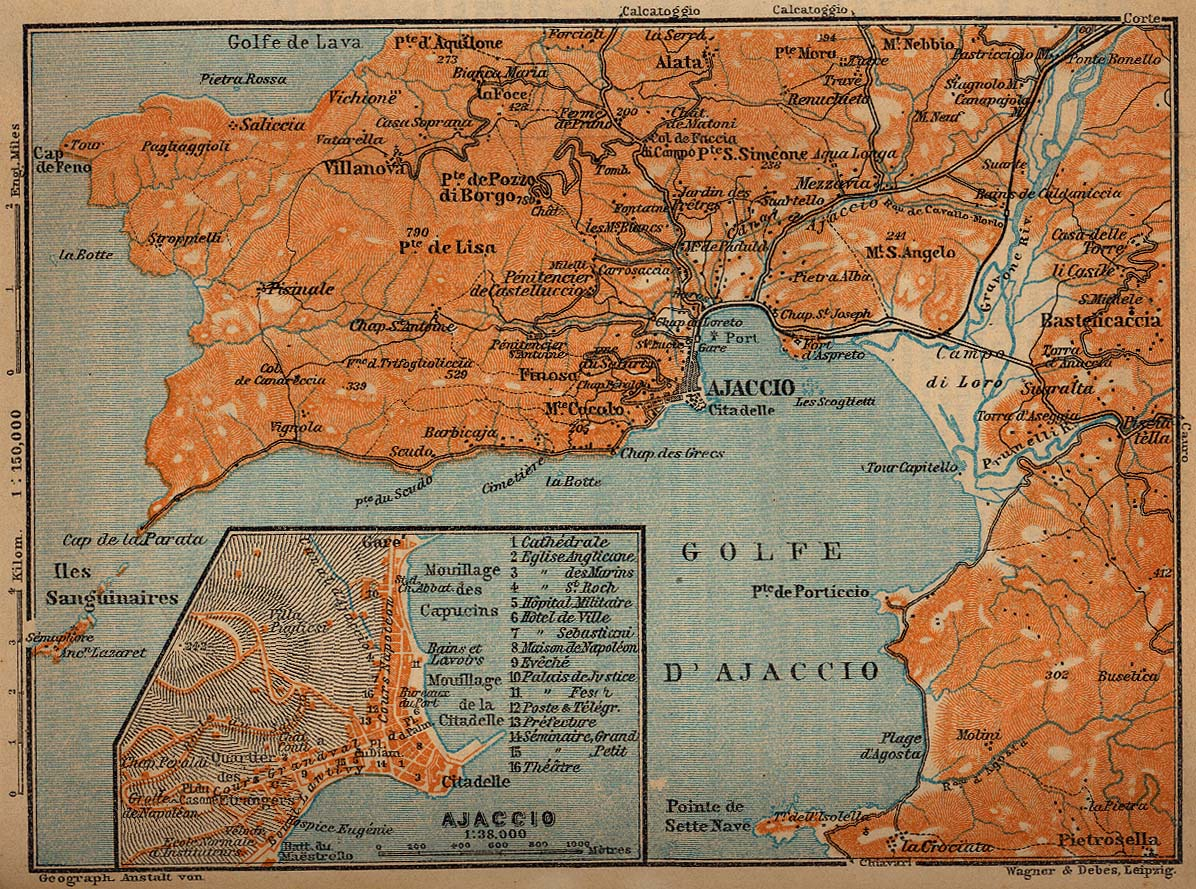
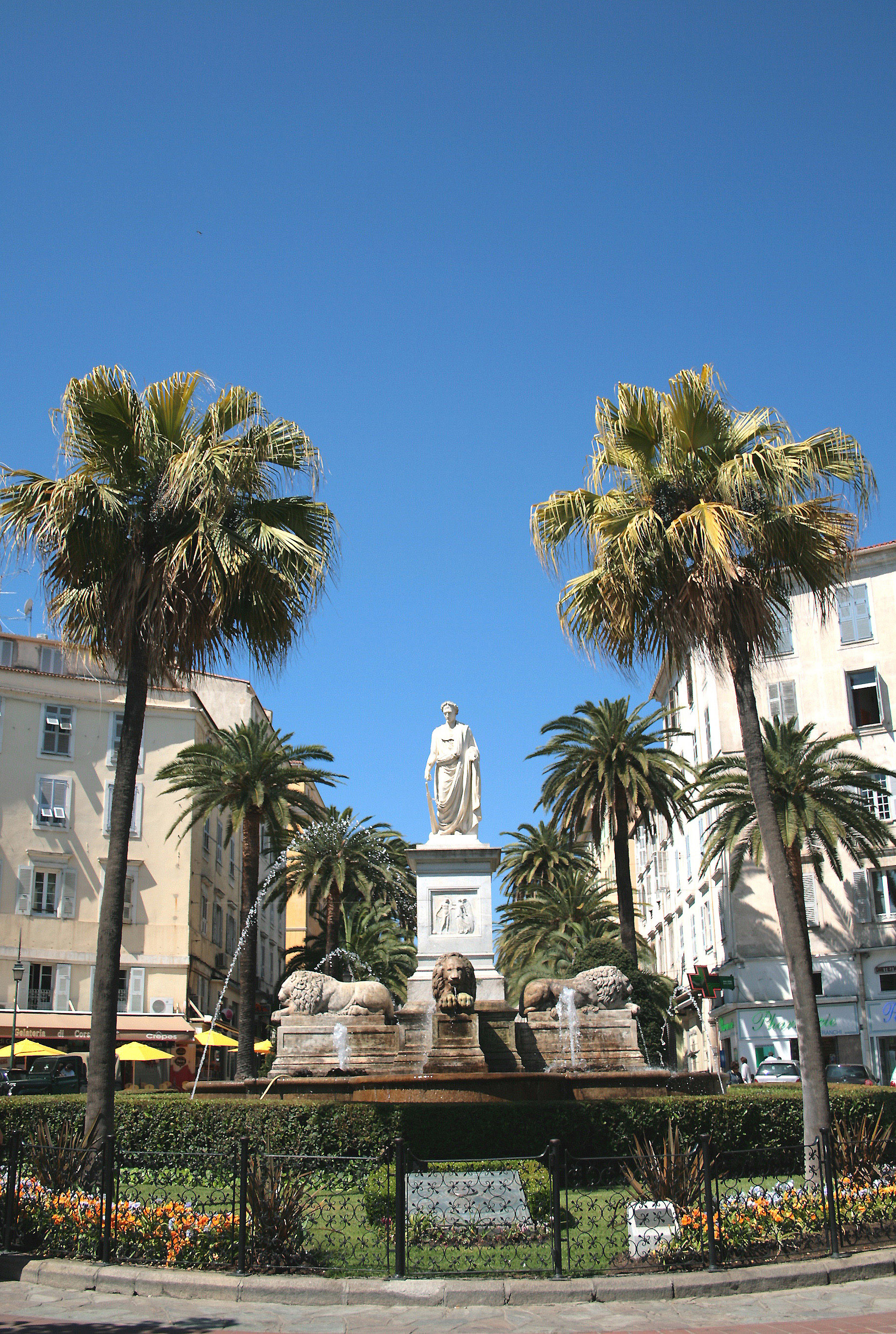
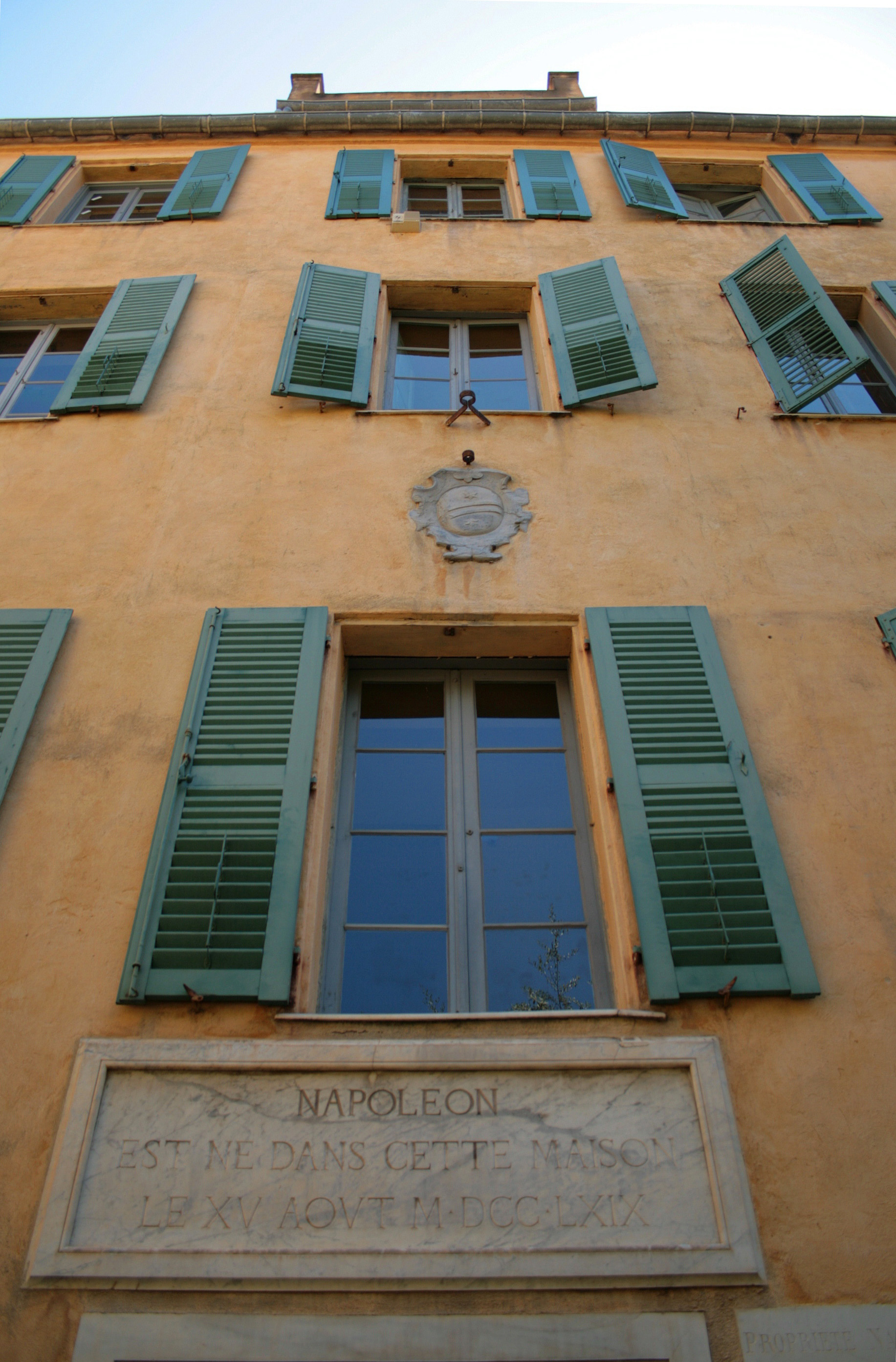
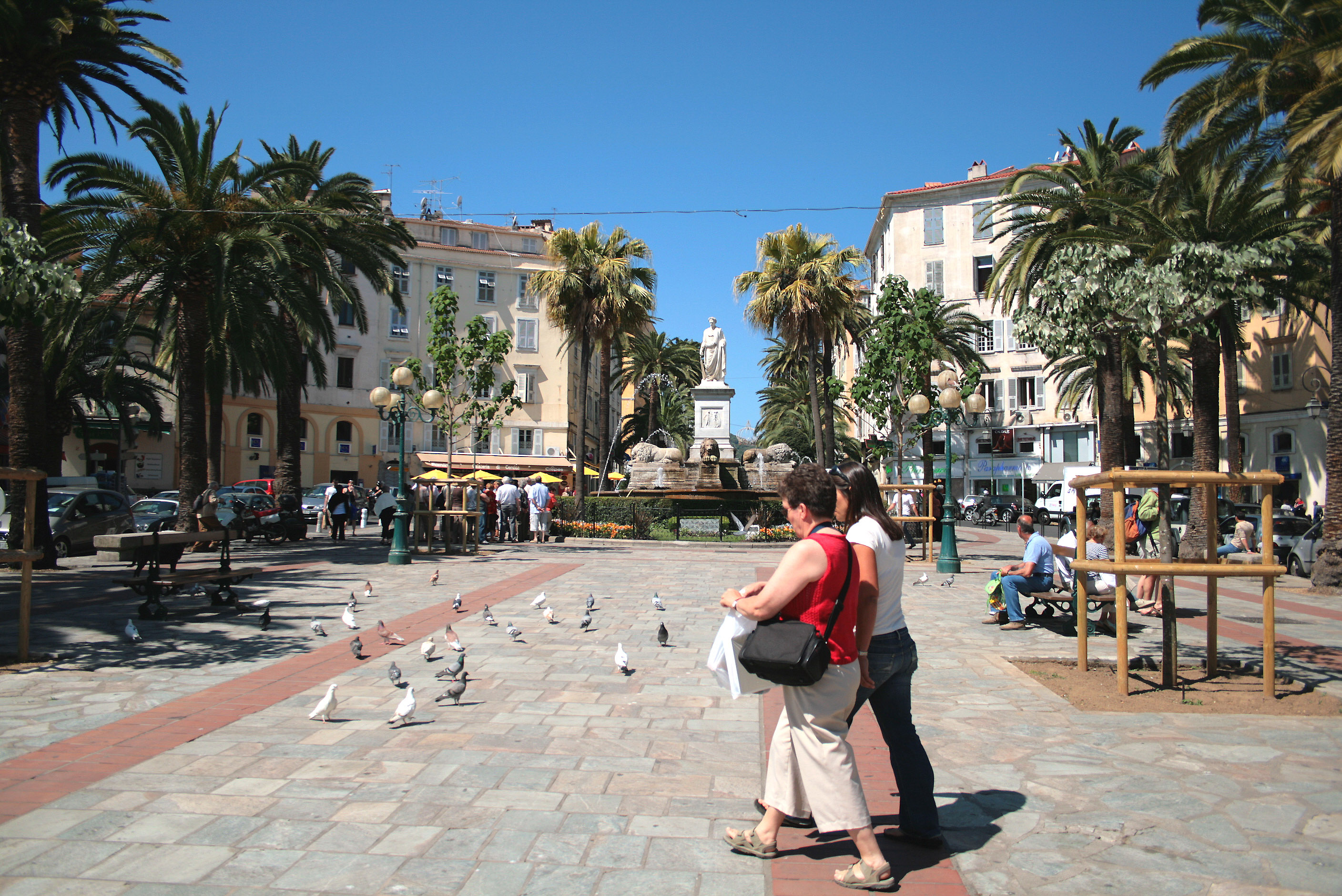
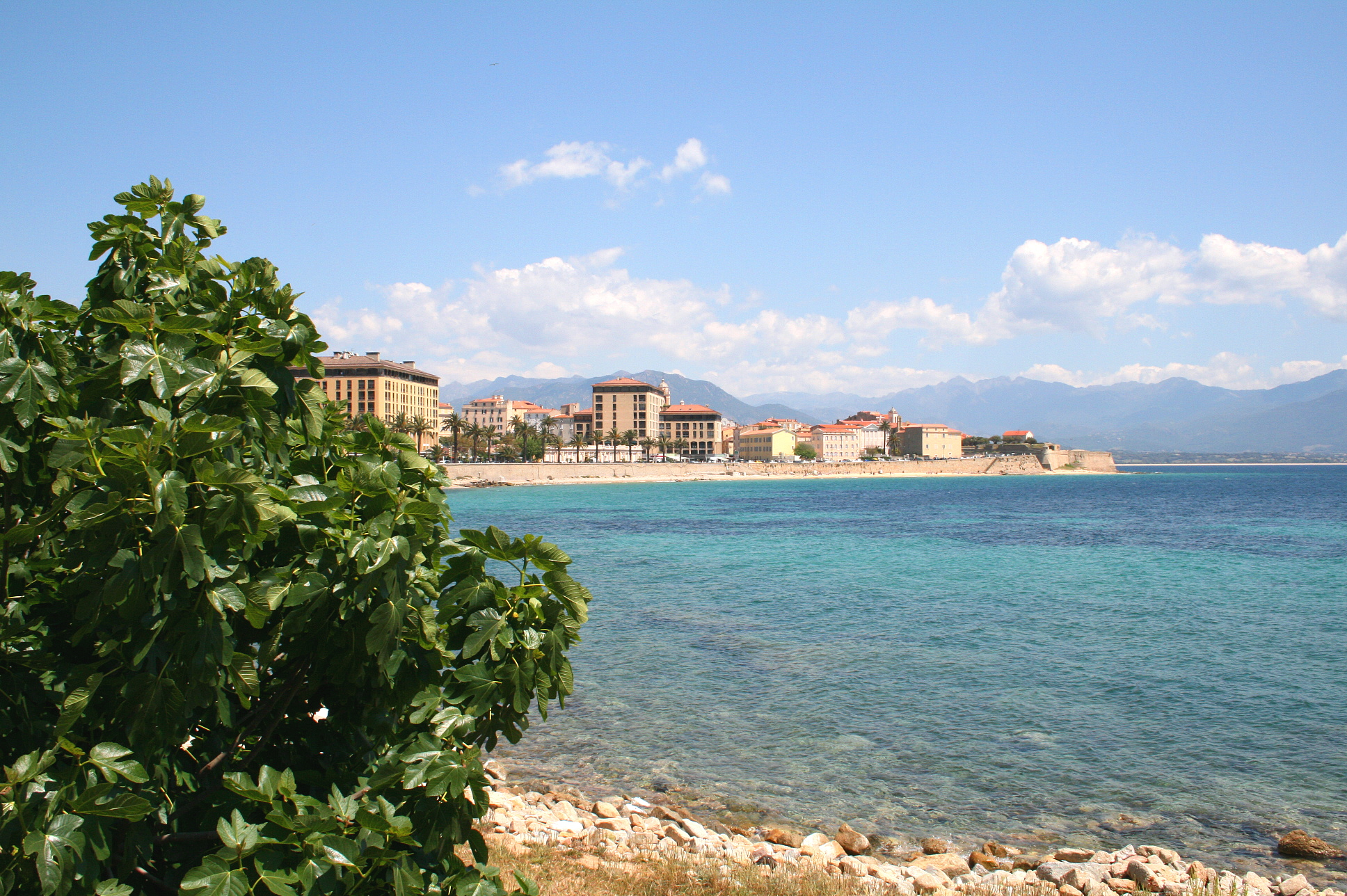
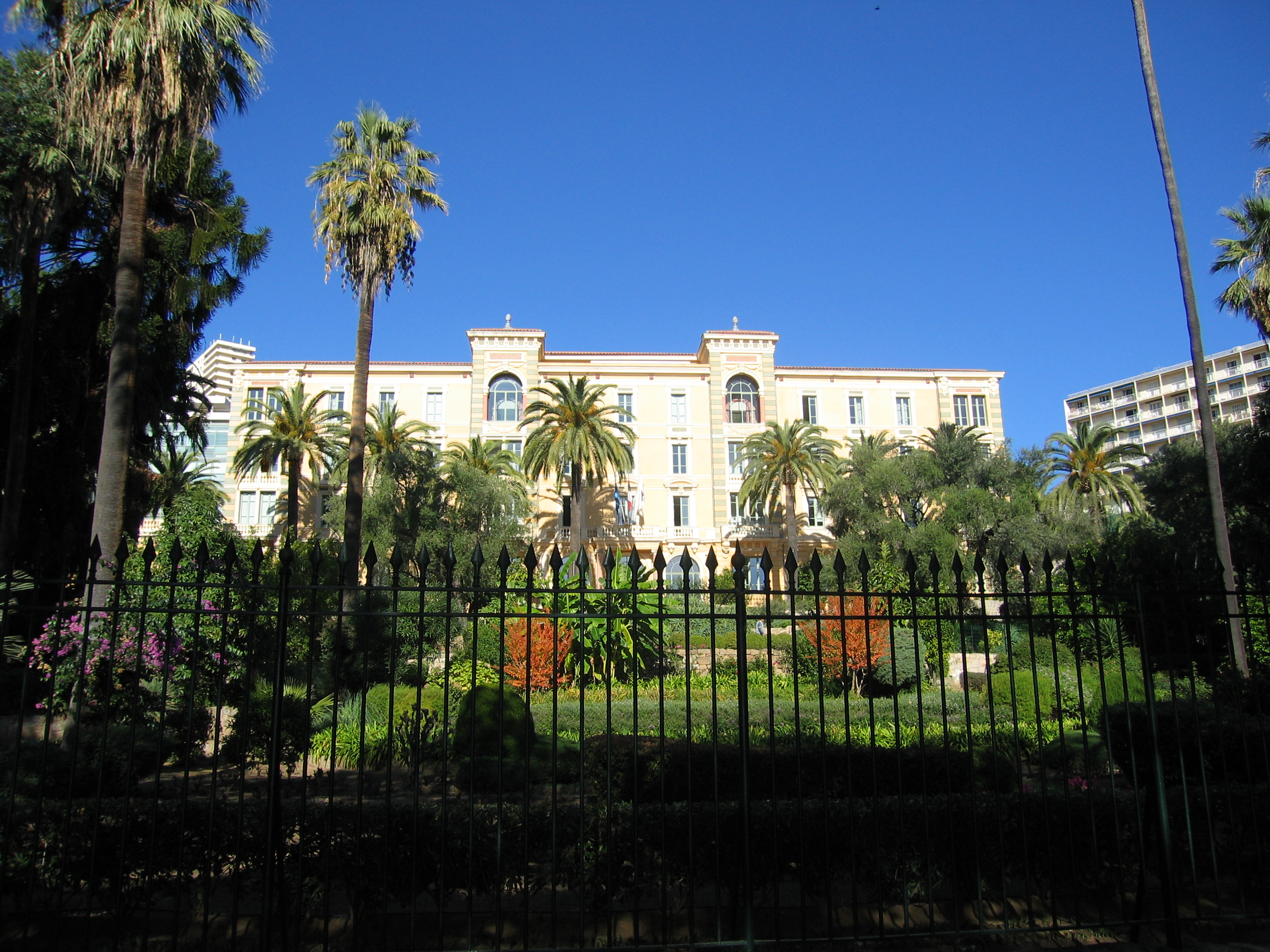
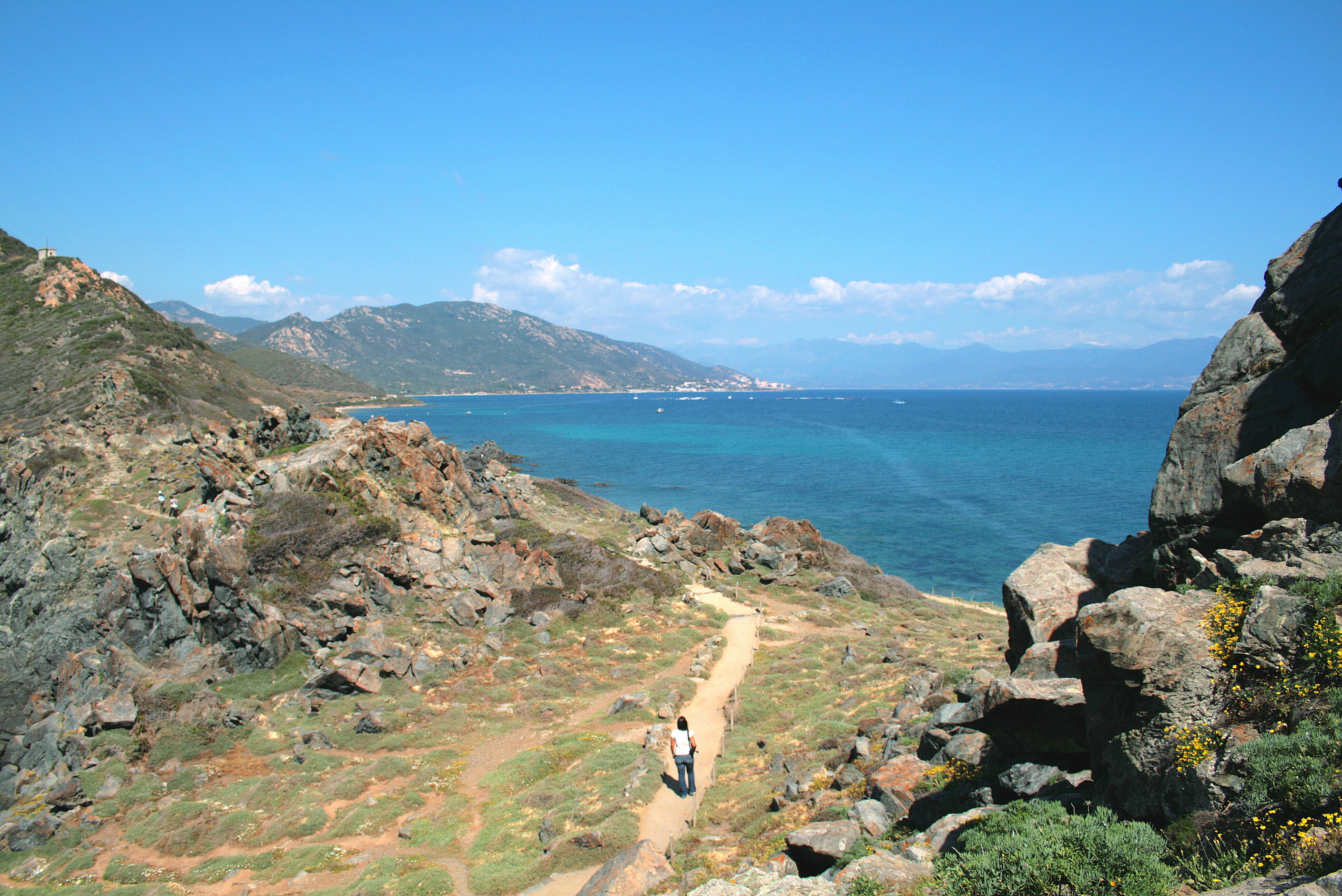
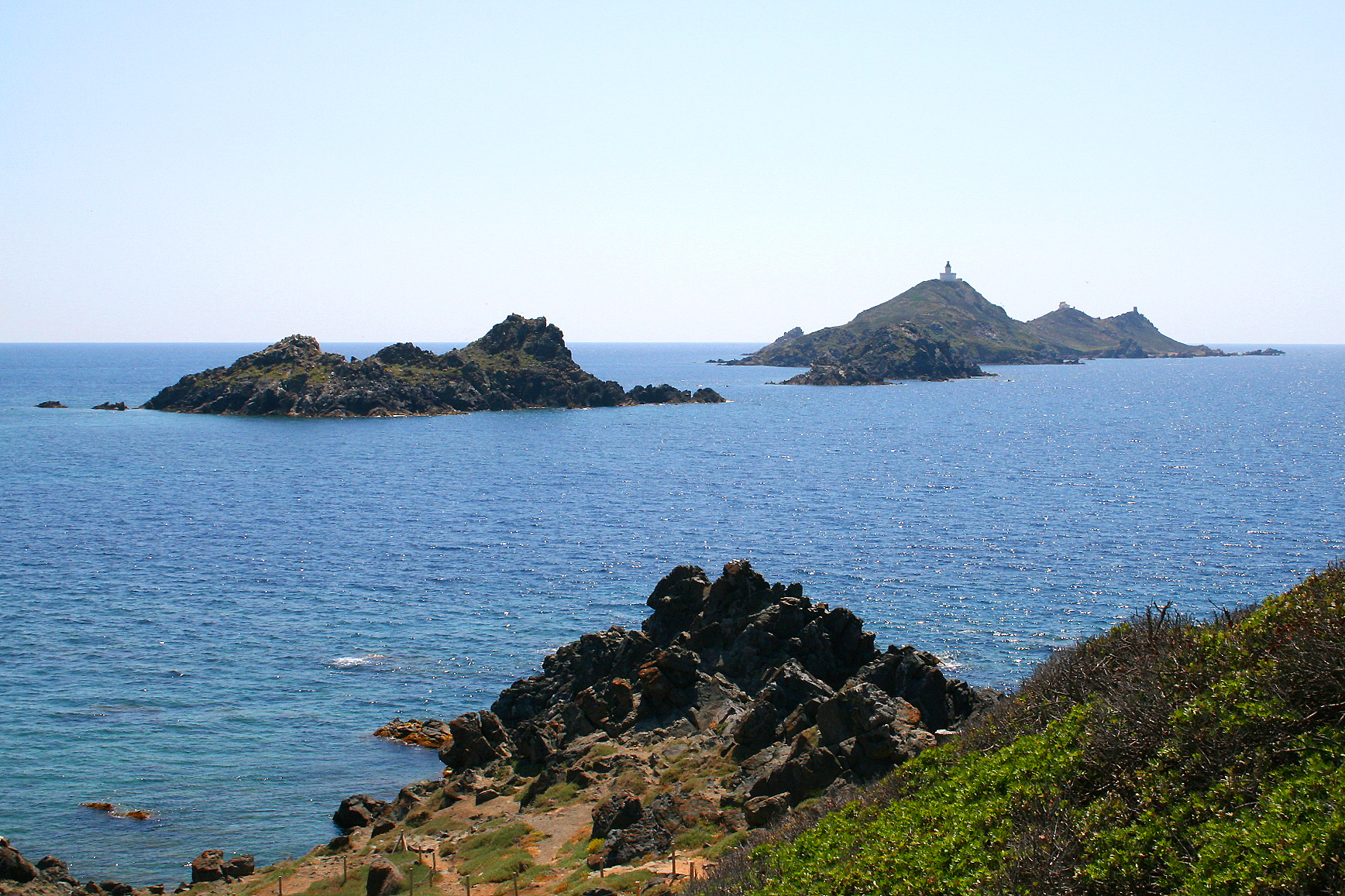